# Stazione di Stoccarda Schwabstraße
La stazione di Stoccarda Schwabstraße (in tedesco Stuttgart Schwabstraße) è una stazione S-Bahn nel distretto Ovest di Stoccarda (Germania).

## Movimento
La stazione è servita da tutte le linee della S-Bahn.